# 鮎川誠
鮎川 誠（あゆかわ まこと、1948年〈昭和23年〉5月2日 - 2023年〈令和5年〉1月29日）は、日本のギタリスト、作曲家、俳優。福岡県久留米市出身。身長180cm、アメリカ人とのハーフ。
ロックバンド・サンハウスおよびシーナ&ザ・ロケッツのメンバー。

## 経歴

### 幼少から青年まで
- 1948年、福岡県久留米市に生まれる。父親がアメリカ人で母親が日本人。父はアメリカ軍の軍人だが、会った記憶はない[2]。母親は料亭の仲居。父が転任するとき母は誠と共に日本に残ることを選んだため双方は離れ離れになったが、誠は懸命にローマ字を覚えて父に手紙を書き送り、父からローマ字でしたためた日本語の返事を受け取るなど連絡は相互に続いていた[2]。しかし誠が中学生の時、父の訃報を伝えられた[2]。父が家に残したフランク・シナトラやビング・クロスビーのレコードが誠のアメリカとの最初の出会いだったことから、彼は後年「僕らのロックへの思いって、個人的なイマジネーションの問題なんですよ」と語っている[2]。
- 小学校5年生の時、誕生日のプレゼントとして母からガットギターを贈られ、「シューベルトの子守唄」や「トム・ドゥーリー」を練習。小学校高学年の頃、久留米の「小川レコード店」の試聴コーナーに入りびたり、レイ・チャールズの「ホワッド・アイ・セイ (なんと言ったら)」を、続けて「ベスト・オブ・レイ・チャールズ」を買う。さらにエルヴィス・プレスリーの「監獄ロック」「ハウンド・ドッグ」「冷たくしないで」などシングル盤を買う。
- 中学時代はロックの他、野球、オートバイ、プラモデル、山歩き、魚釣りなどに熱中。中学2年生の時、リトル・リチャードに夢中になる。1964年1月頃、中学3年の時、隣席の生徒が弁当を包んできた新聞を見てビートルズの名前を知る。高校受験勉強中のFENでビートルズの音楽に接し、1964年、久留米の名門・福岡県立明善高等学校に入学。同年、ローリング・ストーンズを知る。高校在学中に友人からマディ・ウォーターズなどブルースのレコードを借りて聴いた事や、KBCラジオの当時の人気番組「ヤング・ポップス」の影響で洋楽に興味を持つ。高校時代は、部室にレコードプレイヤーがあるというだけの理由で新聞部に在籍。部室に友人のギターやアンプを持ち込んで「ジェニ・ジェニ」「ルシール」「カンサス・シティ」などを練習していた。1965年冬、修学旅行に行く代わりに、その費用を払い戻させて、友人からエレクトリックギター（テスコのセミアコ）を4500円で購入。
- 1966年、ビートルズ日本武道館公演に刺激されてアマチュアバンド「ザ・スランパーズ」で活動を始め、ローリング・ストーンズやビートルズ、ヤードバーズをコピー、久留米で一度だけライブを開く。親の反対にあったが、九州大学への進学を条件に許され、現役で九州大学経済学部を受験するもロックに熱中しすぎたために失敗。大学入学後のバンド活動を目的に1年間必死に独学で勉強し、1968年九州大学農学部に入学。同時期、浪人時代に知遇を得たバンド「ジ・アタック」に加入。家庭が貧しかったため、奨学金を貰って大学に通いつつ、福岡市中洲のダンスホールでハコバン（専属バンド）生活を送る。この当時は、主にフォー・トップスやテンプテーションズなどのモータウンナンバーや、ウィルソン・ピケット、ソロモン・バーク、オーティス・レディング、ジェームス・ブラウン、ブッカー・T&ザ・MG'sなどのスタックスナンバーを演奏していた。音楽活動の傍ら、生活のためモデルの仕事をしていた時期もある。

### 1970年代
- 1970年、ジ・アタックのギタリストだった篠山哲雄、バンド活動を通して知り合った柴山俊之らとサンハウスを結成。
- 1974年
  - 九州大学農学部農政経済学科を卒業[2]。
  - ワンステップフェスティバルにサンハウスで出演し、ジョン・レノンのプラスティック・オノ・バンドと共演。
- 1975年、メジャー・デビューを果たし、リード・ギタリスト兼作曲家として、ボーカル兼ソングライターの「菊」こと柴山とともにバンドの顔となる。1978年のサンハウス解散まで在籍。
- 1976年、シーナの妊娠を機に結婚。
- 1978年
  - シーナの父に励まされて夫婦で上京し、シーナ&ザ・ロケッツ結成。
  - この年に母を亡くしている。
  - エルヴィス・コステロの来日公演のオープニング・アクト（看板では名目上、対バンと明記されていた）を福岡・大阪・東京で務めた時、東京初日のステージが高橋幸宏から注目され、イエロー・マジック・オーケストラ（以下YMO）のライブ・セッション（二度目の六本木ピット・インでのライブ）に参加。
- 1979年
  - アルファレコードへ移籍。
  - YMOの協力を得て、アルバム『真空パック』を発売。シングル「ユー・メイ・ドリーム」が、日本航空の「マイ・ハート・キャンペーン」のCMに使用されブレイクを果たす。その後、アメリカのA&Mレコード、フランスのスカイドッグ・レコードなど海外でも同アルバムを発売。
  - YMOの2ndオリジナル・アルバム『ソリッド・ステイト・サヴァイヴァー』に鮎川がアルバム表題曲と「デイ・トリッパー」の2曲にギターで参加。
  - YMOワールドツアー後の「凱旋公演」（12月19日・中野サンプラザ）では、シーナ&ザ・ロケッツがオープニングアクトを務める。

### 1980年代
- 1980年
  - YMO初の国内ツアー（福岡・神戸・京都・札幌・東京）のゲスト・ギタリストとして鮎川誠が参加。
  - 9月、シーナ&ロケッツ3rdアルバム『Channel Good』発売、細野晴臣・高橋幸宏プロデュースの下、YMOが全面参加した。
- 1981年、日本武道館にて開催された写楽祭ではYMOとシーナ&ロケッツが共演。4thアルバム『Pin-up baby blues』はスティーヴ・ダグラスをゲスト・サックスに招き、ミッキー・カーチスのプロデュースにより東宝スタジオでのライブ・レコーディングにて発売。
- 1984年、ビクター音楽産業/Invitationへ移籍。SPEEDSTAR RECORDSには1992年の創設以来30年以上在籍している。シーナが鮎川との三女LUCYを身籠った産休中は、自らがメインボーカルをとりTHE ROKKETS名義でライブ活動を行う。ソロアルバム『ROKKET SIZE』も発表。（シーナは同年『ニュー・ヒッピーズ』でバンドに復帰。）
- 1988年、ニューヨークのCBGBでライブデビューを果たす。

### 1990年代
- 1990年、学生援護会（現・パーソルキャリア）『サリダ』のTV-CMで「憲法第22条の歌」（職業選択の自由・アハハン）を歌ったことでも話題になった。
- 1996年2月、まだインターネット黎明期に日本のバンドとして初となるホームページを鮎川が立ち上げ、インターネットとの奮闘を書き下ろした「DOS/Vブルース」を幻冬舎から発売し、1998年AMDアワードを受賞。シーナ・鮎川陽子と共に受賞式に出席。
- 1998年
  - 「フジロックフェスティバル '98 in Tokyo」に出演。
  - 沖縄・北海道ツアー開催。
  - 5月、鮎川誠生誕記念オールナイトパーティ開催。
- 1999年
  - 3月、新宿ロフト最後の日にワンマン出演。
  - 5月、ウィルコ・ジョンソン+シーナ&ロケッツ・ジャパン・ツアーを開催。
  - 12月、『ブルースフェス』 at 新宿パークタワーに出演、ロイ・ヘインズと競演する。

### 2000年代
- 2001年
  - 1月、初期の名曲から最近の楽曲までを網羅したライブ・ベスト・アルバム『爆音ミックス "Bak-On Mix - 19Lives』発売、鮎川が自ら運営するオフィシャルサイトにてファン投票により選曲された。
  - 4月、連続テレビ小説『ちゅらさん』（NHK）にジョージ我那覇役で出演、役柄は那覇在住のロックの師匠。
  - 北九州博覧祭2001に出演。
  - 郡山ワンステップフェスティバル復活イベント『ワンステップへの旅 in うつくしま未来博』に出演。
- 2002年
  - 鮎川ソロで『ジャパンブルースカーニバル2002』に出演。
  - SHIBUYA-AXにて開催された日韓交流イベントに出演、シーナ&ロケッツとディー・ディー・ラモーンのジョイントライブを開催予定だったが、ディー・ディー・ラモーンが6月5日に急逝したことから急遽追悼ライブとして行われる。
- 2003年
  - 渋谷クロスFM7周年を記念するライブ『SHIBUYA-CALLING』に出演。
  - 7月、2作のベスト・アルバム『Dream BOX』『The Greatest Sheena & The Rokkets』を発売。
  - 「フジロックフェスティバル'03」、「ライジング・サン・ロックフェスティバル2003 in EZO」、「ミュージックシティ天神」に出演。
  - 11月、SHIBUYA-AXにてシーナ&ロケッツ25周年ライブを開催。
  - 12月、福岡CBにて『HAPPY 25th ANNIVERSARY』を2日間開催。
- 2004年、シーナ&ロケッツ25周年を記念してリミックス盤『ELECTROKKETS』とDVD『LOVE LIVE』を発売。シーナが小学館・Precious創刊CM、鮎川がポカリスエット、シーナ&ロケッツで霧島酒造の黒霧島と、CMに相次ぎ出演。黒霧島は大ヒットとなり、製造が追いつかない事態となる。北九州若松の野外音楽堂を使用した初のロック・フェスティバル「高塔山ロックフェス」を発案（以降シーナ&ロケッツとして14年間出演）。
- 2005年
  - 8月
    - 鮎川が監修・執筆する『200 CD Rock'n'Roll〜俺たちが愛したパンク/ロック/ブルース』を学研が発刊。
    - 鮎川・シーナが、リチャード・ヘルの映画『BLANK GENERATION』のトークショーに出演。存続の危機に立たされている、ニューヨークのCBGBを救済するため署名を呼びかける。

  - 10月、ボロフェスタ'05＠京大西部講堂イベントに参加。
- 2006年
  - 1月18日、オリジナル・アルバムが紙ジャケット仕様・限定復刻盤でソニーミュージックダイレクトから再発売。リリースタイトルは『真空パック』『Channel Good』『Pin-up baby blues』『SHEENA & the ROKKETS IN U.S.A』、鮎川ソロ『クール･ソロ』、シーナ・ソロ『いつだってビューティフル』。
  - 3月、レコード・コレクターズ3月号にデビューから28年分のレコードとともにシーナ&ロケッツ特集が組まれる。
  - 4月、RKB毎日放送「味わい・ぶらり旅～河童伝説を訊ねる、紀行」に鮎川・シーナ出演。5月、布谷文夫と北海道ツアーを開催。
  - 7月、第3回『T-JAM a.k.a. 高塔山フリー・ロック・フェスティバル2006』に出演。
- 2007年
  - 2月、鮎川がデザインしたローリング・ストーンズ公認のTシャツがロサンゼルスで公式グッズとして発売される。
  - 8月、熊本市現代美術館にてトーク＆ライブ開催。11月、福岡でサンハウスが一夜限りのライブ開催。ムツゴロウ動物王国で初ライブ。
  - ソニー・ミュージックダイレクトからコンピレーション・アルバム『GOLDEN HITS THE ALFA YEARS』発売。
- 2008年
  - 4月、シーナ&ロケッツ結成30周年を迎え、同月23日にオリジナル・アルバム『JAPANIK』を発売。
  - 5月、恵比寿ガーデンホールにて『JAPANIK』発売+結成30周年を祝う『S&R HAPPY 30th ANNIVERSARY SPECIAL』を開催、ゲストは内田裕也、細野晴臣、高橋幸宏、柴山俊之、永井"ホトケ"隆、花田裕之、チバユウスケ、大貫憲章、DJ.IHARA。
  - シーナ&ロケッツは5人編成となり「30th Anniversary Tour」開催、40本を超えたツアーは各地で30年目が最もフレッシュなグループのライブとして話題を集める。
  - 6月、日本テレビ開局55周年のCM『日テレGO!GO!』に日本人アーティスト第一弾として出演。ジョニー・B.グッドを鮎川がカバー。
  - 7月、映画『ジャージの二人』が堺雅人と鮎川でダブル主演。
  - 「ライジングサンロックフェスティバル 2008 in EZO」に出演。
  - 北海道から沖縄まで36ヵ所にてツアー開催。
  - 鮎川はブルーノート東京にて『MAKOTO AYUKAWA "KOOL SOLO" plays Rock'n'Roll Hall Of Fame #1』を開催、ビルボードライブ福岡では同ライブを2日間開催。
- 2009年、鮎川・シーナでユニクロのCMに出演。
  - 4月、プライベートで来日中のウィルコ・ジョンソンと共に企画ライブ「TOKYO SAKURA SESSION 2009」を南青山レッドシューズで開催。"大人のロックショウ"をブルーノート名古屋、ブルーノート東京、ビルボードライブ大阪他6地区14公演を開催・各地完売、着席でもロックンロールを体感できる事を証明。
  - 12月、シーナ自書伝的エッセイ著書「『YOU MAY DREAM』ロックで輝きつづけるシーナの流儀」（シーナ/シーナ＆ロケッツ著）に鮎川も執筆。シーナはこの本で初めて手術のことを告白し、鮎川誠と共に爆音の中ステージで歌える喜びを綴っている。

### 2010年代
- 2010年
  - 鮎川が久留米市から「久留米ふるさと大使」として任命される。
  - 福島県郡山市立美術館にて鮎川・シーナによるトークショー『60'sロック談義』を行う。
  - 久保田麻琴プロデュース『京浜ロックフェスティバル2010』に出演。
  - 南青山レッドシューズにてシーナ主催による『BAD GIRL ROCK!』を開催。
  - 5月、鮎川の誕生日にあわせて名古屋ダイアモンドホールにてライブイベントを開催。
  - 7月、サンハウスを再結成、「35th ANNIVERSARY TOUR」を全国6ヵ所で開催。
- 2011年
  - 3月、九州新幹線開通式典に鮎川とシーナで出席した11日、東日本大震災の発生により同イベントは中止。
  - 7月、シーナの故郷・北九州で東日本大震災復興支援チャリティライブを開催。北橋健治市長にライブの全売上金額を寄付。
  - 9月、布谷文夫と『スーパーセッション2011』を東京・北海道計4ヵ所にて開催。世界的な写真家、ボブ・グルーエン撮影による歴史的なロックスターばかりを集めた写真集「ROCK SEEN」に日本人の歌手として唯一シーナ&ロケッツのニューヨーク・CBGBでのライブ写真が2枚掲載されたことが話題となる。2004年のボブ・グルーエンによるCBGB写真集にも同写真が掲載されている。
- 2012年
  - シーナの故郷・北九州市若松の若戸大橋50周年イベントのトークライブに出演。
  - 当時公開された映画『I'M FLASH!』は、豊田利晃監督が鮎川作曲の「I'M FLASH」からインスパイアを受け構想10年以上を経て制作。「I' M FLASH! BAND」（Vo：チバユウスケ、Dr：中村達也、G：ヤマジカズヒデ、Bass：KenKen）による「I'M FLASH」のカバー曲が映画のテーマソングとして使用されている。
- 2013年
  - 結成当初よりバンド活動に一切のブランクがないままシーナ&ザ・ロケッツは結成35周年を迎える。
  - ウィルコ・ジョンソンのホストバンドとして「WILKO JOHNSON TOKYO SESSION 2013」を開催、ライブDVDは発売後に即完売。
  - 鮎川がレコード・コレクターズ1月号”ニッポンのギタリスト名鑑"トップ3ギタリストに選出。
  - 4月、35TH ANNIVERSARY TOUR を全国25ヵ所にて開催する。
  - 5月、富士スピードウェイにてハーレーダビッドソン日本上陸100周年を祝うイベントに出演、1万人規模の来場者を魅了。
  - 7月、代々木公園フリーフェス『EARTH GARDEN』に出演、投げ銭ライブにて過去最高の動員と投げ銭額を記録する。
  - ウッドストックを継承した長野で開催の『フォーク＆ロックフェス』に出演。
  - フジロックフェスティバル'13に5年ぶり・5回目の出演。
  - 12月
    - 鋤田正義写真展にて鮎川誠＆シーナのトークショーを開催。
    - 12月31日、内田裕也主催の「New Years World Rock Festival」に、1978年から36年連続完全出場記録を更新。
- 2014年
  - 5月、鮎川誠・生誕66年祭ライブを2日間開催。
  - 7月、6年3か月ぶりとなる18枚目のオリジナル・アルバム『ROKKET RIDE』発売、新曲12曲は2日間で全て録音完了。
  - 9月、日比谷野外音楽堂にてワンマンライブを開催。
  - 福岡にて音楽イベント「ミュージックシティ天神」に出演。
  - シーナの故郷・北九州若松にて「高塔山ロックフェス」開催。
  - 11月、ヒステリック・グラマーの30周年イベントに出演。
- 2015年
  - 2月、シーナ、病により急逝。今後の活動について鮎川はシーナの遺志を継ぐと明言、シーナ&ロケッツの活動を続行。鮎川が全曲ボーカルを担い、奈良敏博・川嶋一秀と共にスリーピースで活動を続け、以降も数々のイベントやロックフェスに出演。
  - 4月、鮎川は4月7日を「シーナの日」として追悼イベントを主宰。細野晴臣をはじめ、縁の深い音楽家がゲスト出演。鮎川とシーナの末娘LUCYが同年4月7日「シーナの日#1」よりゲスト・ボーカルを担い、特別なライブのみ4人編成でライブを行う。
  - シーナの四十九日を機に行われた鮎川のロング・インタビューが渋谷クロスFMの番組「HAPPY HOUSE〜The family's starting point」として放送、同番組は、第11回日本放送文化大賞・ラジオ部門グランプリを受賞、全国放送。
  - 6月、RKB毎日放送・テレビ番組「豆ごはん〜追悼!愛され続けたロック歌手シーナ 若松の商店街からロック界永遠の女王へ!」として特集番組（2015年6月3日放送）が放送。
- 2016年
  - 6月、柴山俊之の69歳を記念したアルバムをプロデュース。シーナ&ロケッツ全面バックアップにより『ROCK'N ROLL MUSE』として発売。
  - 8月、最愛のパートナー・妻・日本の女性ロックボーカリストの先駆けであったシーナとの出会いから、シーナ&ロケッツ結成秘話、共に歩んできた日々を語ったロング・インタビューをノーカットで「シーナの夢 若松、博多、東京、HAPPY HOUSE」（西日本新聞社）として書籍化。発売後2週間に増版。
- 2017年、鮎川の69歳（ロック年）を記念して、シーナ&ロケッツ史上初の全国47都道府県ツアー「47（SHEENA）ROKKET RIDE TOUR」を全県踏破。40周年目に突入。
- 2018年
  - デビュー40周年を迎えるにあたり鮎川監修・選曲による41曲がリマスタリングされたベスト・アルバム『ゴールデン☆ベスト EARLY ROKKETS 40+1』（GT music、2月28日）『ゴールデン☆ベスト VICTOR ROKKETS 40+1』（SPEEDSTAR、3月28日）を2ヵ月連続で発売。
  - 3月2日、シーナ&ロケッツを題材とした、NHK福岡放送局制作『福岡発地域ドラマ「You May Dream〜ユーメイ ドリーム」』が九州・沖縄地方で放送[3][4][5]、9月24日にNHK総合で全国放送。
  - 同年は4回目の「シーナの日」となり、先述の2枚のベスト・アルバム発売にちなみ、一夜に42曲を演奏、ファンを魅了。
  - 11月、シーナ&ロケッツのデビュー40周年記念として初期の人気曲「LEMON TEA -Japan Edition-」を初の7インチ・アナログ・シングルで完全生産限定盤にて発売、カップリング曲は2ndアルバム『真空パック』収録の「オマエガホシイ」[3]。発売後1週間で完売。
- 2019年
  - 2月、3KING（鮎川/友部正人/三宅伸治）名義で初のスタジオ・アルバム『王様のノイズ』発売、ツアーを開催。2月15日、シーナの命日ライブ「SHEENA FOREVER#5」を福岡で開催。
  - 3月、松本康と福岡ジューク・ジョイントにてジューク音楽塾特別講義による「鮎川誠ロック塾 第14章」を開催。アジア唯一で開催された「EXHIBITIONISM ザ・ローリング・ストーンズ展」（TOC五反田メッセ）のアンバサダーに就任。27日、小林克也&ザ・ナンバーワン・バンドのゲスト・メンバーとして日本青年館に出演。
  - 4月19日、「鮎川誠スーパーセッション”19回目の神経衰弱”」を南青山レッドシューズにて開催。福岡にて「鮎川誠ロック塾第15章」を松本康と開催。「鮎川誠 生誕71年祭」を京都/磔磔、名古屋/TOKUZOにて2日間開催。
  - 5月
    - マノロ・ブラニク 表参道の開店を祝したアンバサダーを務める。
    - 2日、「鮎川誠 生誕71年祭”ROCK OF AGES”MAKOTO AYUKAWA 71th BIRTHDAY LIVE」を下北沢ガーデンにて開催。シーナ&ザ・ロケッツ35周年日比谷野外音楽堂ライブ「SHEENA's YA-ON」をライブDVDとして同日に発売。AmazonのミュージックDVDチャートで1位を記録。
    - 4日、「忌野清志郎 ロックン・ロール・ショー野音」に出演。
    - 9日、中野督夫チャリティライブに出演。
    - 17日、「鮎川誠 ロック塾 IN EXHIBITIONISM－ザ・ローリング・ストーンズ展」をTOC五反田メッセにて開催。
    - 5月23日、渋谷ストリームホールで開催された菊池武夫80s祝賀会に出演し、自身の楽曲を演奏。
- 8月からシーナ&ザ・ロケッツ「41周年×鮎川誠 Rockin’71s」全国ツアーを開催。
- 9月、「夏の魔物2019 in SAITAMA」に2日間シーナ&ロケッツで出演。『ニッポン放送 imagine studio 2019 ザ・ビートルズ最後の伝説「アビイ・ロード」』記念イベントにゲスト出演。25日、YMO『ソリッド・ステイト・サヴァイヴァー』発売40周年記念イベントにゲスト出演。
- 10月、「ピーター・バラカン+シーナ&ロケッツ ROCK OF AGESツアー」を開催。
- 11月、シーナ&ロケッツ42周年目突入、同年のツアーファイナルとして札幌にて2日間ライブを開催。
  - 鮎川とシーナの三女・LUCYをシーナ&ザ・ロケッツのボーカルに迎え正式に活動を開始。
- 12月31日「47th NEW YEARS WORLD ROCK FESTIVAL」（銀座 博品館劇場）に42年連続出場を果たす。

### 2020年代
- 2020年
  - 2月
    - 栃木・岩下の新生姜ミュージアムでシーナ&ザ・ロケッツのフリーライブを開催。スタンディングで500人動員。
    - 2月14日、シーナの遺作とシーナ&ザ・ロケッツ初のカバー・アルバム『LIVE FOR TODAY!-SHEENA LAST RECORDING & UNISSUED TRACKS-』42周年記念BOXセット『LOVE BOX』を同時発売。

  - 5月、鮎川が朝日放送テレビ『探偵!ナイトスクープ』に出演。「亡き父にそっくりな鮎川誠」に鮎川自身が登場、視聴者が選ぶ心に残るベスト1に選ばれ感動を呼ぶ神回だと話題になる。
  - 7月4日「シーナの日#6-鮎川誠プレゼンツ シーナに捧げるロックンロールの夜-」を開催。数ヶ月ぶりの有観客ライブを行う。全国で「ロックISオーライ!TOUR2020」を開催。
  - 11月23日、シーナ&ザ・ロケッツ43周年目のバースデーライブを開催。12月31日「47th＋1 NEW YEARS WORLD ROCK FESTIVAL」（博品館劇場）に43年連続出場。
- 2021年
  - 3月、『小林克也&ベストヒットUSA DOUBLE CELEBRATION ECSTASY NIGHT!! 生誕80年!番組誕生40年!』イベントにゲスト出演。
  - 9月、全国ツアー「LIVE FOR TODAY!TOUR2021」を開催。
  - 11月23日シーナ&ザ・ロケッツ44回目のバースデーライブを新宿ロフトで開催。同日「SHEENA'S 44nd Birthday LIVE」のフルライブDVDをオフィシャルサイトにて発売。
  - 12月
    - NHKの音楽番組「The Covers」の「カバーズフェス in 北九州」にシーナ&ザ・ロケッツ出演、「ユー・メイ・ドリーム」を中島美嘉、水原希子をボーカルに迎え演奏。当日の模様は同月に放送。
    - 12月31日、「47th+2 NEW YEARS WORLD ROCK FESTIVAL」に44回目の連続出場。2021年の年間ライブ本数は35本となった。
- 2022年
  - 4月、大江戸"鬼虎”祭にてサンハウスの奈良/鬼平とサンハウスを演奏。それがきっかけとなり「Play The SONHOUSE」プロジェクトを始動。
  - 5月、下北沢にて開催された鮎川の74thバースデーライブを皮切りに全国ツアー「HIGHWAY 47 REVISITED!TOUR2022」を展開。
    - 同月、日比谷野外音楽堂にて開催された「TOKYO BLUES CARNIVAL 2022」出演。

  - 7月、東京/博多/京都/岡山の4ヶ所にて「鮎川誠 Play The SONHOUSE」ツアー開催。ツアー初日に、ライブ・アルバム『ASAP』発売。
  - 8月、鮎川の故郷・久留米の石橋文化センター共同ホールにて「サマービート2022」開催。シーナ&ザ・ロケッツ、鮎川誠Play The SONHOUSEの2バンドで出演。
  - 10月
    - 福岡/別府でシーナ&ロケッツ、鮎川誠Play The SONHOUSEの2バンドでライブ開催、演奏時間は3時間を超えファンを魅了。
    - 山田尚子監督『モダンラブ・東京〜さまざまな愛の形〜』のエピソード7「彼が奏でるふたりの調べ」にシーナ&ザ・ロケッツが作品の重要なテーマとして「ユー・メイ・ドリーム」「レディオ・ジャンク」「レイジー・クレイジー・ブルース」の3曲が使われる。
    - 南青山レッドシューズ40周年スペシャルライブ『レッドシューズ40』をEX THEATER ROPPONGIにて鮎川・LUCYがゲスト出演。

  - 11月
    - 11月6日、佐賀「バルーンフェスタ MUSIC CAMP 2022」にシーナ&ロケッツで出演。11月23日、シーナ&ザ・ロケッツ45周年記念ライブを新宿ロフトで開催。
    - 同月末、シーナ&ロケッツ結成45周年に突入した最初のライブとして沖縄・宮古島で2日間開催。

  - 12月
    - 12月4日、川崎クラブチッタで開催された「LONDON NITE X'mas Special 2022」にシーナ&ザ・ロケッツで出演。
    - 12月19日、京都のライブハウス磔磔に病を押しステージに立つ。
    - 12月31日、「50th NEW YEARS WORLD ROCK FESTIVAL」への出演を急病によりキャンセル、鮎川にとって初のライブキャンセル。2022年の年間ライブ本数は74歳にして驚異的な43本となった。
- 2023年
  - 1月29日5時47分、膵臓がんのため、東京都内の自宅で死去[6][7][8][9]。74歳没。
  - 2月4日、東京都世田谷区の星かげの迎賓館で「ロック葬」が執り行われた。喪主は長女の陽子が務め、芸能関係者約900人、一般で約3100人の合計4000人以上が参列した。また時間制限があったため、並んでいたものの参列ができなかった一般およそ900人は第二会場の下北沢タウンホールへと急遽案内された。翌5日には親族のみの告別式が行われた[10]。
  - 6月9日、同年8月14日に福岡県のライブハウス・福岡CBにて『鮎川誠 追悼ライブ 福岡 SHEENA＆THE ROKKETS MAKOTO AYUKAWA FAREWELL LIVE HAKATA＜音楽葬＞』を開催する予定であると発表した。

## 人物など
- 長身と黒いサングラス・黒縁眼鏡、大のブラックコーヒー好きとしても知られ、コテコテの九州弁（筑後弁/シーナの故郷の北九州弁とミックスした鮎川弁）、そして40年以上もメインで使用しているギブソン・レスポール・カスタム（1969年製、1970年のサンハウス時代に入手）がトレードマーク。
- 愛犬家としても知られ、上京以来、40年に渡り、犬を飼っていた。ムツゴロウ動物王国から譲られた大型犬（ラブラドール・レトリバー、アイリッシュ・ウォーター・スパニエル）を一代目・二代目とし、三代目は近所のたばこ屋のおばあちゃんが飼えなくなった為、老齢のヨークシャー・テリアを引き取った。同じくヨークシャー・テリアの四代目は2011年に起きた東日本大震災で飼い主をなくした保護犬を引き取った。
- 上京以来、東京都世田谷区下北沢に在住。
- 子どもは娘が三人。長女と次女は双子である。長女はモデルの鮎川陽子、次女の純子は「JUNK THE RIPPER」名義でバンド活動をしておりドラムを担当。三女・知慧子も音楽活動をしており「LUCY MIRROR」名義でギターとボーカルを担当。純子と智彗子は共にバンド「DARKSIDE MIRRORS」で活動中。鮎川の葬式では長女の陽子が喪主を務めた[7]。
- 著書に「MONO」、「200CDロックンロール」、「鮎川誠 '60s自伝」、山川健一との対談『ローリングストーンズが大好きな僕たち』がある。
- 渋谷クロスFMにて「BLUESVILL SHIBUYA」のラジオパーソナリティをシーナと2001年から2013年まで12年間以上務めた。
- 俳優として、テレビドラマや映画にも出演している。主なテレビドラマは、『ちゅらさん』（2001年-2004年、NHK）、『いつも心に太陽を』（1994年、TBS）、『愛情物語』（1993年、フジテレビ）など。近作は映画『ユモレスク〜逆さまの蝶〜』（2006年）、『ジャージの二人』（2008年）。『愛情物語』では、同郷出身で同じビートルズに影響を受けた財津和夫と共演（財津は福岡市出身）。
- 単独あるいはシーナ・鮎川陽子と共演でCM出演も多数。特に九州ローカルは多く、「ポプラ」、焼酎「三楽」「黒霧島」など。全国区では「ジャノメセンサークラフト」（蛇の目ミシン工業（現・ジャノメ）[注釈 1]）、サントリー角瓶、「はかたんもんラーメン」（日清食品）、「WITH CLASS」（JT）、「サロンパス内服液」（久光製薬）、ポカリスエット、ビッグジョン、パルコ、ユニクロなど。日本テレビ開局55周年CM「日テレ55（Go!Go!）」にも出演。
- エルヴィス・コステロ、ボ・ディドリーなどのツアー・メンバーのホーン・セクションThe Uptown Hornsとライブで共演・アルバムを共作。ウィルコ・ジョンソン来日時は、1990年の全国6か所のジャパンツアー、2000年・2006年とシーナ&ロケッツと共に国内ライブを行う他、2009年・2013年と東京でセッション・ライブを二度開催。
- 中学時代の親友で後に一緒にバンドを組んだ親友は「鮎川の成績は常にトップクラスだったが、当人はそれを自慢にしたことは一度もなく、800人以上いた学年で1位だったことも成績表をある日こっそり盗み見てわかったこと」という。一緒にやんちゃしていたが、当時から天才肌だったと語っている[11]。

## ディスコグラフィ

### アルバム

#### オリジナル・アルバム
|                   | 発売日            | タイトル          | 規格              | 規格品番          |
| SPEEDSTAR RECORDS | SPEEDSTAR RECORDS | SPEEDSTAR RECORDS | SPEEDSTAR RECORDS | SPEEDSTAR RECORDS |
| ----------------- | ----------------- | ----------------- | ----------------- | ----------------- |
| 1st               | 1993年6月23日     | LONDON SESSION #1 | CD                | VICL-410          |
| 2nd               | 1993年11月21日    | LONDON SESSION #2 | CD                | VICL-420          |

#### ライブ・アルバム
|                  | 発売日           | タイトル         | 規格             | 規格品番         |
| アルファレコード | アルファレコード | アルファレコード | アルファレコード | アルファレコード |
| ---------------- | ---------------- | ---------------- | ---------------- | ---------------- |
| 1st              | 1982年2月21日    | クール・ソロ     | LP               | ALR-20001        |
| 1st              | 1982年2月21日    | クール・ソロ     | CT               | ALC-20001        |

#### コンピレーション・アルバム
|                            | 発売日                     | タイトル                                               | 規格                       | 規格品番                   |
| テイチクエンタテインメント | テイチクエンタテインメント | テイチクエンタテインメント                             | テイチクエンタテインメント | テイチクエンタテインメント |
| -------------------------- | -------------------------- | ------------------------------------------------------ | -------------------------- | -------------------------- |
| 1st                        | 2007年2月21日              | キングスネーク・ハイウェイ 鮎川誠 Early Works1975-1979 | CD                         | TECH-25160                 |
| ビクターエンタテインメント |                            |                                                        |                            |                            |
| 2nd                        | 2024年10月2日              | VINTAGE VIOLENCE〜鮎川誠GUITAR WORKS                   | CD                         | VICL-77061〜2              |

### 参加作品
| 発売日         | 商品名         | アーティスト           | 楽曲                                        | 備考                             |
| -------------- | -------------- | ---------------------- | ------------------------------------------- | -------------------------------- |
| 1984年         | ROKKET SIZE    | THE ROKKETS            | 「GET IT ON BABE」                          |                                  |
| 1984年         | ROKKET SIZE    | THE ROKKETS            | 「I'M FLASH "Consolation Prize"」           |                                  |
| 1984年         | ROKKET SIZE    | THE ROKKETS            | 「ANGEL OH! ANGEL」                         |                                  |
| 1984年         | ROKKET SIZE    | THE ROKKETS            | 「CREAM IN MY JEANS」                       |                                  |
| 1984年         | ROKKET SIZE    | THE ROKKETS            | 「VINTAGE VIOLENCE」                        |                                  |
| 1984年         | ROKKET SIZE    | THE ROKKETS            | 「DYNAMITE」                                |                                  |
| 1984年         | ROKKET SIZE    | THE ROKKETS            | 「ROKKET SHUFFLE」                          |                                  |
| 1984年         | ROKKET SIZE    | THE ROKKETS            | 「BLACK SNAKE」                             |                                  |
| 1984年         | ROKKET SIZE    | THE ROKKETS            | 「ROCK'N ROLL SOLDIER」                     |                                  |
| 1984年         | ROKKET SIZE    | THE ROKKETS            | 「THE LONELY ONE」                          |                                  |
| 1984年         | ROKKET SIZE    | THE ROKKETS            | 「L'ETRANGER」                              |                                  |
| 1984年         | ROKKET SIZE    | THE ROKKETS            | 「ROCK IS ALRIGHT」                         |                                  |
| 2006年12月20日 | MY WAY         | THE AURIS (SUPER) BAND | 「MY WAY (Full-Mix)」                       | トヨタ『オーリス』CMソング       |
| 2006年12月20日 | MY WAY         | THE AURIS (SUPER) BAND | 「MY WAY (Remix) Remixed by Haruo Chikada」 |                                  |
| 2017年12月20日 | ソングライター | 鮎川誠                 | 「BACKしよう」                              | 三宅伸治のトリビュート・アルバム |

## 著書
- Mono（1984年8月、双葉社）
- ローリングストーンズが大好きな僕たち（1992年5月、八曜社）ISBN 9784827001167 ※山川健一共著
- DOS/V BLUES（1996年12月、幻冬舎）ISBN 9784877281441
- 200CDロックンロール（2005年7月、学習研究社）ISBN 9784054027961 （監修）
- '60sロック自伝（2006年6月、音楽出版社）ISBN 9784861710162
- シーナの夢（2016年8月、西日本新聞社）ISBN 978-4-8167-0923-4

## 映画
- ビリィ★ザ★キッドの新しい夜明け（1986年） - 佐々木小次郎 役
- チンピラ（1996年） ※音楽
- ユモレスク　逆さまの蝶（2006年）
- ワルボロ（2007年） ※音楽
- ジャージの二人（2008年） - 父親 役
- 逆転裁判（2012年） - 小中大 役
- ラーメン侍（2012年） - 菊川基次郎 役
- 空白ライブ（2024年） - 本人

## テレビドラマ
- 愛情物語（1993年、フジテレビ） - 小西章 役
- いつも心に太陽を（1994年、TBS） - 高井三樹夫 役
- ちゅらさん（2001年、NHK） - ジョージ我那覇 役

## テレビ番組
- TOKYO SESSION -ROCKIN’GAMBLER- 第九夜（2019年3月17日、フジテレビNEXT)[14]
- 探偵!ナイトスクープ（2020年5月1日、朝日放送テレビ） - 『亡き父にそっくり!?ロックンローラー鮎川誠に甘えたい!』という依頼に出演[15]
- シーナ＆ロケッツ 鮎川誠〜Keep A-Rockin’〜（2023年3月27日・28日・29日〈初回放送〉、フジテレビNEXT[16]） - 鮎川誠追悼特別番組として三夜連続で放送[17]（フジテレビNEXT他、BSフジでも不定期再放送あり）

## CM
- トヨタ自動車「トヨタ・タウンエース」（1982年） - シーナ&ロケッツで出演
- 日清食品「はかたんもんラーメン」（1983年 - ）※発売当初は全国区CMとして放映。後にローカルのみ
- 森永乳業「カフェリーム」（1984年） - シーナと出演
- ジャノメミシン「センサークラフト7000」『ミシン新時代 Sewing new Age』篇（1987年）※当時小学5年生だった長女・陽子と次女・純子と共に出演。第二弾ではシーナも出演
- サントリー「サントリー角瓶」
- 岩田屋「新日本家庭シリーズ」（1991年 - ） - 鮎川ファミリーで出演。CM曲「FAMILY DANCING」も作曲・編曲も担当（作詞：仲畑貴志、歌：シーナ）
- 黒霧島『ロックだぜ』篇
- 久光製薬「サロンパス内服液」『人間生きてりゃ肩もこる。』篇（1991年8月 - ） - シーナと共演
- ロート製薬「ロートZi」
- 学生援護会/サリダ 「職業選択の自由アハハン」（1990年）
- BIG JOHN「男は女からうまれた」（1990年 - 1991年）[18]
- フジテレビ 1992年前期キャッチコピー「みんな、そろそろ、ホントのことを。」『ホマホマホ』篇（1992年） - フランケンシュタイン 役
- パナソニック ビデオデッキ「ミデオ」（1994年） - 石田ゆり子、福山雅治と共演
- ポプラ「コンビにはポプラやね」[19]（1995年 - ）
- 東洋水産「マルちゃん ホットヌードル」『博多とんこつばい』（1996年） - 鈴木蘭々と共演
- 大塚製薬「ポカリスエット」『青いままでいこう』『鮎川誠邸篇』（1998年） - 娘たちと出演
  - その他、アサヒビール、三菱電機、日本テレビ、キリンビール、メルシャン、ユニクロ、キャス・キッドソン、三井ホーム、JT（WITH CLASS）、小学館、ヤクルト、明治製菓、デジタルツーカー九州、ボーダフォン、ユニ・チャーム、東レ、キングジム（テプラ）、和光、ユニー、クレディセゾン、マンダム、レノマ、東京サマーランド、ほっかほっか亭、カメラのドイ、他多数出演。